# ایوان ایوانوویچ شیروکوگوروف

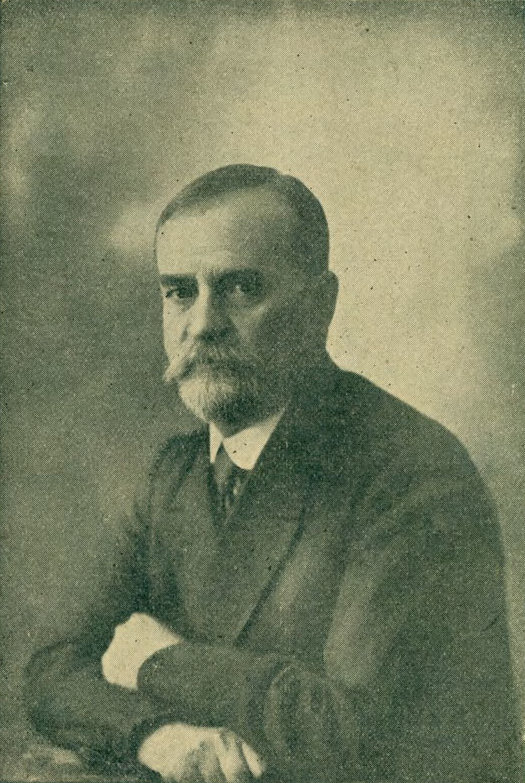
ایوان ایوانوویچ شیروکوگوروف، ۱۹۲۶

ایوان ایوانوویچ شیروکوگوروف (۱۸۶۹-۱۹۴۶) آسیب‌شناس اهل جمهوری آذربایجان بود.

## فعالیت‌ها و مناصب
- یکی از بنیادگذاران و عضو فعال آکادمی علوم آذربایجان (۱۹۴۵)
- عضو فعال آکادمی علوم پزشکی اتحاد جماهیر شوروی (۱۹۴۴)
- رئیس دانشگاه دولتی آذربایجان (۱۹۲۰-۱۹۲۱) و رئیس دانشگاه پزشکی (۱۹۱۹-۱۹۲۸)
- دانشمند افتخار جمهوری آذربایجان (۱۹۳۶)